# Arzberg (Bavière)
Pour les articles homonymes, voir Arzberg.
Arzberg est une ville de Bavière en Allemagne.

## Géographie
La ville est divisée en 25 quartiers :
| - Arzberg - Bergnersreuth - Bodenhaus - Dötschenmühle - Elisenfels - Forellenmühle - Garmersreuth - Hagenhaus - Haid | - Heiligenfurt - Kieselmühle - Klausen - Krippnermühle - Märzenhaus - Oschwitz - Preisdorf - Rosenbühl | - Röthenbach - Sandmühle - Schacht - Schlottenhof - Seußen - Steinau - Teichmühle - Theresienfeld |